# Kevin Strootman
Kevin Johannes Willem Strootman, född 13 februari 1990 i Ridderkerk, Nederländerna, är en nederländsk fotbollsspelare (mittfältare) som spelar för Genoa, på lån från Marseille.

## Karriär
Den 28 augusti 2018 värvades Strootman av Marseille. I januari 2021 lånades han ut till Genoa på ett låneavtal över resten av säsongen 2020/2021. Den 3 juli 2021 lånades Strootman ut till Cagliari på ett låneavtal över säsongen 2021/2022. Den 24 augusti 2022 återvände han till Genoa på ett nytt låneavtal över säsongen 2022/2023.